# Сероне
Серо̀не (на италиански: Serrone) е малко градче и община в Централна Италия, провинция Фрозиноне, регион Лацио. Разположено е на 738 m надморска височина. Населението на общината е 3054 души (към 2010 г.).